# Sagnay
Sagñay (en bicolano central: Sangay) es una ciudad de la provincia de Camarines Sur en Filipinas. Según el censo del 2000, tiene 26 619 habitantes.

## Barangayes (barrios)
Sagñay se divide administrativamente en 19 barangayes.
| - Aniog - Atulayan - Bongalon - Buracan - Catalotoan - Del Carmen (Pob.) - Kilantaao - Kilomaon - Mabca - Minadongjol | - Nato - Patitinan - San Antonio (Pob.) - San Isidro (Pob.) - San Roque (Pob.) - Santo Niño - Sibaguan - Tinorongan - Turague |